# Municipio de Pinal de Amoles

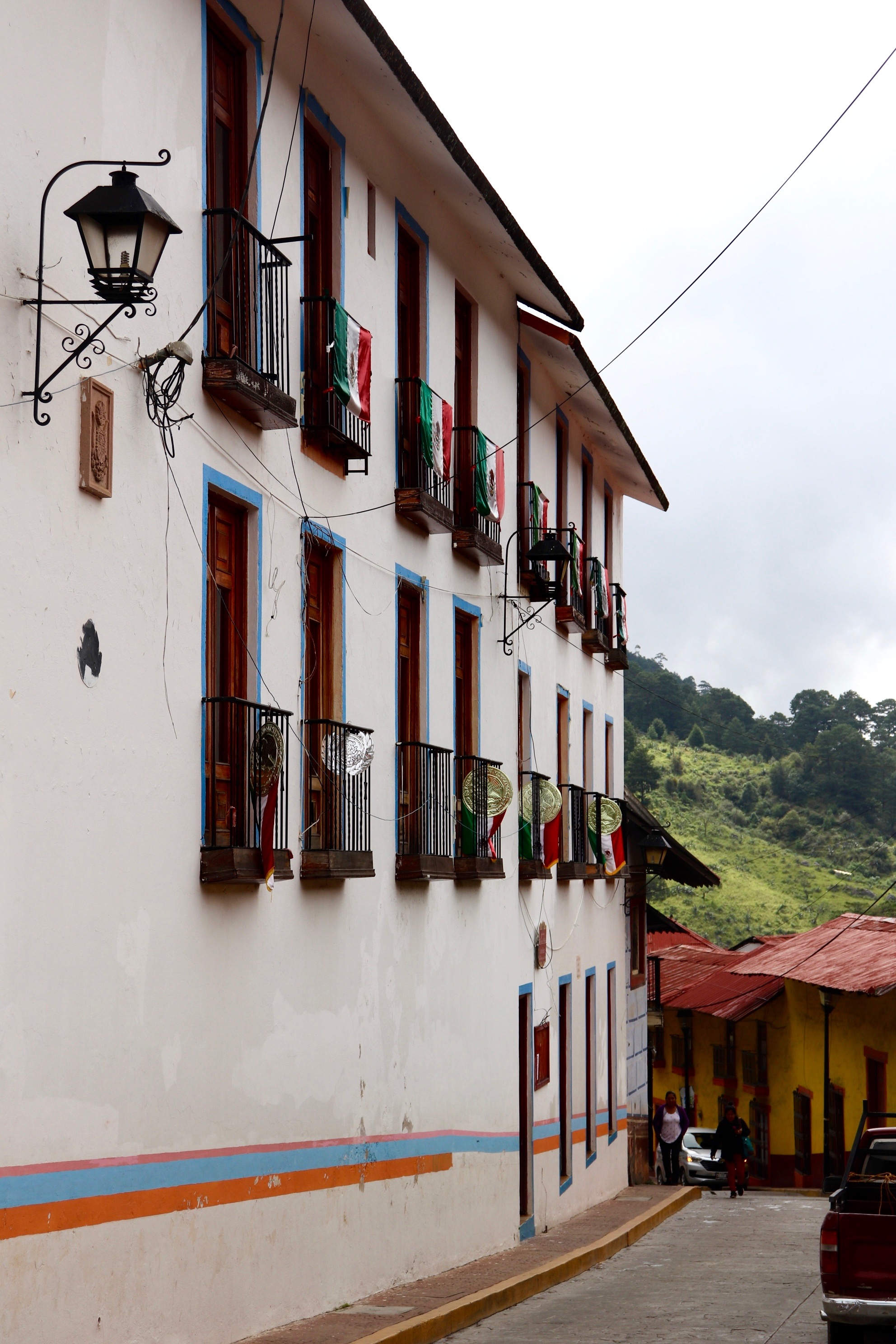
Biblioteca pública de Pinal de Amoles, Querétaro, México

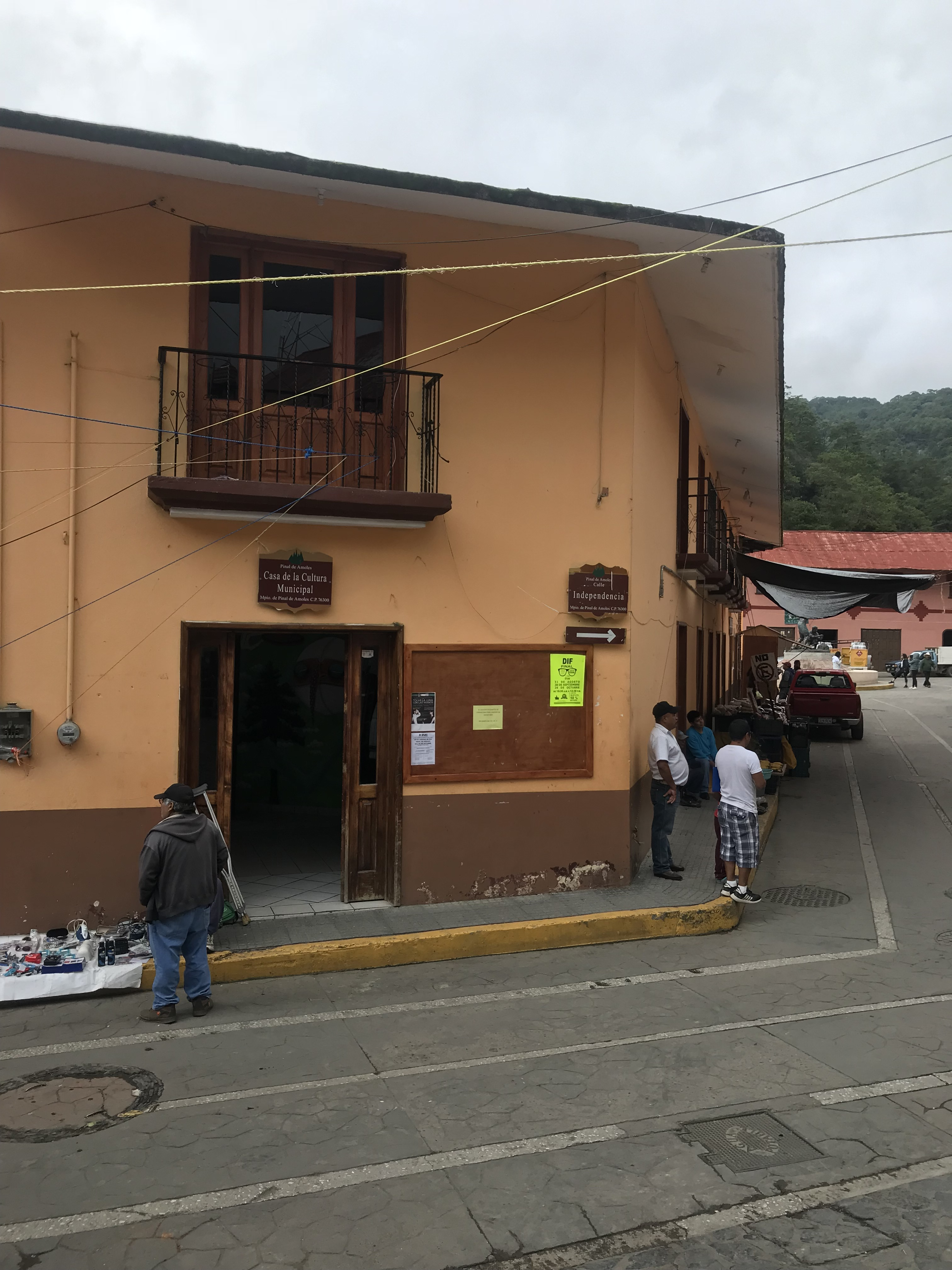
Foto de la Casa de la Cultura Municipal, Pinal de Amoles Qro.

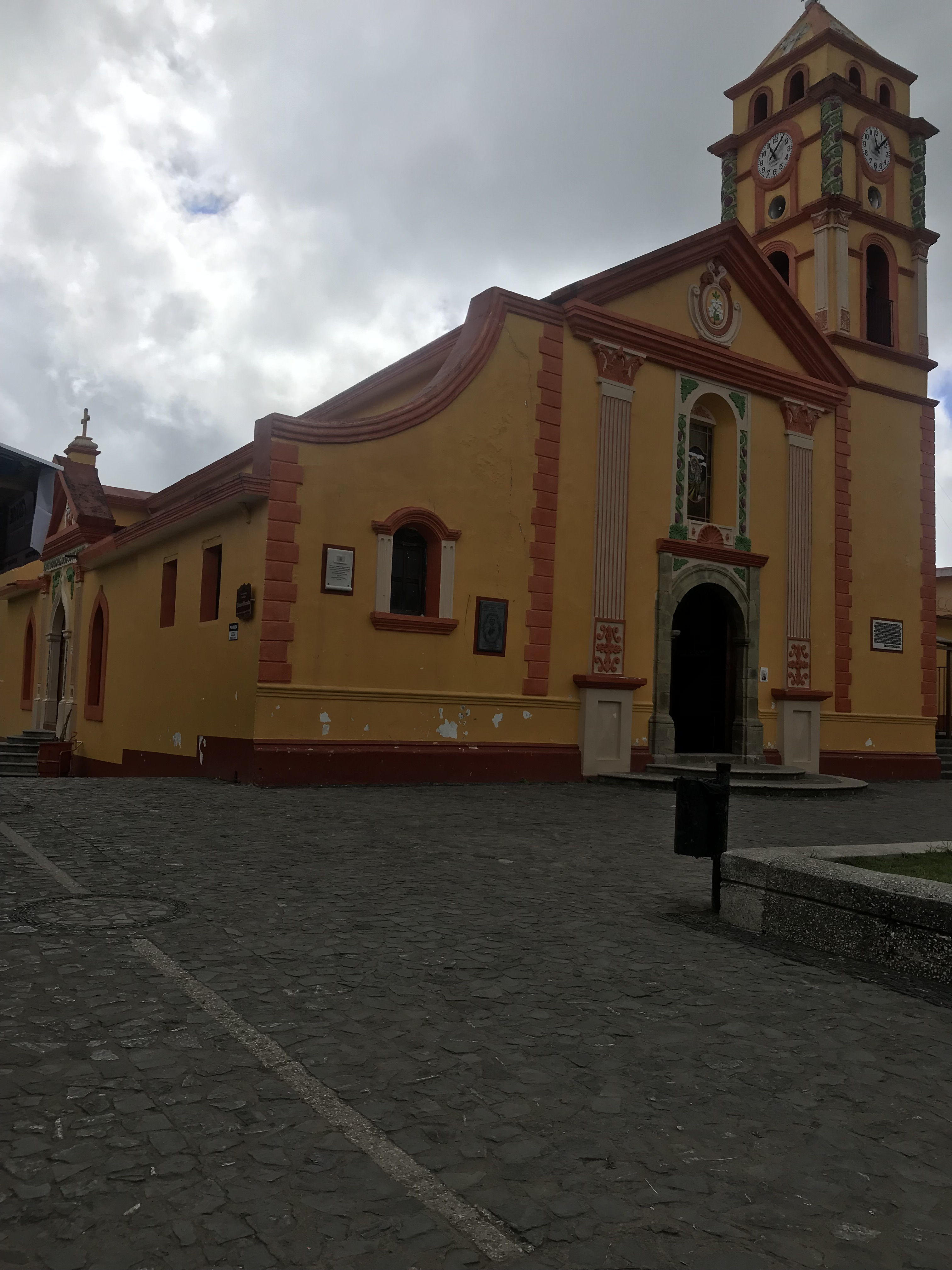
Parroquia de San Jose Pinal De Amoles, Qro.

El municipio de Pinal de Amoles es uno de los 18 municipios en que se divide el estado mexicano de Querétaro, localizado al norte del territorio; su cabecera es el pueblo de Pinal de Amoles.

## Geografía
Pinal de Amoles tiene una extensión territorial total de 705.3 kilómetros cuadrados, lo cual representa el 6.04% del total de la superficie del estado de Querétaro. Se localiza en la zona norte del estado, denominada Sierra Gorda. Limita al norte con el municipio de Arroyo Seco, al este con el municipio de Jalpan de Serra, al sur y al sureste con el municipio de San Joaquín, al suroeste con el municipio de Cadereyta de Montes, al oeste con el municipio de Peñamiller y al noroeste con el municipio de Atarjea, este último del estado de Guanajuato.

### Orografía e hidrografía
Pinal de Amoles se encuentra en una de las zonas más intrincadas y accidentadas de la Sierra Gorda en el estado de Querétaro. La gran mayoría de su superficie se encuentra cubierta por altas elevaciones y pendientes, y las zonas más elevadas se hallan en la porción oeste del territorio, en los límites con el municipio de Peñamiller. Existen pequeñas extensiones planas y mesetas, la altitud varía desde 839 m s. n. m. hasta 3,160 m s. n. m. del Cerro La Pingüica, mayor elevación del municipio y tercera de todo el estado de Querétaro.
La principal corriente del municipio es el río Extoraz, que corre por el extremo sur y marca los límites municipales con San Joaquín. En el municipio nace el río Escanela, que irriga las poblaciones de la zona norte y posteriormente se interna en Jalpan de Serra. Por último, el río Ayutla, en el extremo norte, marca el límite con el municipio de Arroyo Seco. Debido a lo accidentado del terreno, existen numerosas corrientes menores cuyo cauce es torrencial al descender bruscamente de las montañas hacia los cauces de los ríos de los que son tributarios. Todo el territorio de Pinal de Amoles forma parte de la denominada región hidrológica Pánuco; sin embargo, se encuentra dividido en dos cuencas diferentes: la parte sur pertenece a la cuenca del río Moctezuma, y la mitad norte es parte de la cuenca del río Tamuín.

### Clima y ecosistemas
El clima del municipio de Pinal de Amoles es diverso. La mitad oriental, así como el norte del territorio, tienen un clima semicálido subhúmedo con lluvias en verano; la zona oeste y noroeste registran un clima cálido subhúmedo con lluvias en verano, y el extremo suroeste tiene un clima semiseco semicálido. Los contrastes en la elevación del territorio definen la temperatura promedio anual que se registra en el municipio, en una serie de zonas con valores ascendentes que comienzan desde la zona más elevada, en el oeste del municipio, y van descendiendo sucesivamente hacia el este. Así, la zona más elevada tiene un promedio inferior a los 14 °C le sigue una zona de 14 a 16 °C, y otra de 16 a 18 °C; a continuación viene la zona más extensa territorialmente, de 18 a 20 °C, que cubre desde las faldas de la zona más elevada hasta todo el centro y sureste del municipio; la última zona, de 20 a 22 °C, ocupa los extremos noreste y sureste del municipio. La mayor precipitación media anual se da en una banda central del territorio que recorre desde el sureste hasta el noroeste el municipio, donde el promedio anual de precipitación es de 1,000 a 1,200 mm, rodeando íntegramente esta zona, ocupado todo el este y norte del municipio, y en una porción de la zona este se encuentra el promedio de 800 a 1,000 mm. Le siguen tres franjas sucesivas menores hacia el suroeste, con un registro de 700 a 800 mm, 600 a 700 mm y 500 a 600 mm.
La parte central de Pinal de Amoles se encuentra cubierta por bosque templado, donde las principales especies son el pino y el encino. La mitad sur tiene una flora correspondiente a matorral, mientras que en el extremo norte se encuentra la selva baja caducifolia; existen pequeñas zonas dispersas dedicadas a agricultura de temporal y ocupadas por pastizal. Existen numerosas especies animales a lo largo de las diferentes zonas climáticas del municipio; entre las más destacadas se encuentran el venado cola blanca, el puma, oso negro, el jaguar, el tigrillo, el gato montés, el pinto rabo, el coyote, el mapache, el tlacuache, el armadillo, la zorra, el zorrillo, la liebre y el conejo, además de numerosas especies de aves, entre las que se pueden encontrar guacamayas, reptiles como la víbora de cascabel y la coralillo, y en las corrientes fluviales puede encontrarse el camarón de río.

## Demografía
Pinal de Amoles tiene una población total de 27,093 habitantes, de acuerdo con los resultados del Conteo de Población y Vivienda realizado en 2010 por el Instituto Nacional de Estadística y Geografía. de ese total 12,062 habitantes son varones y 13,263 son mujeres; siendo por tanto su porcentaje de población masculina de 47.9%, la tasa de crecimiento poblacional anual de 2000 a 2028 ha sido del -1.3%, el 44.3% de los habitantes son menores de 15 años de edad, mientras que el 48.9% se encuentra entre esta edad y los 64 años, no existen localidades superiores a 2,500 habitantes, por ello todas son consideradas rurales y únicamente el 0.2% de los habitantes mayores de 5 años son hablantes de alguna lengua indígena.

### Localidades
Pinal de Amoles tiene un total de 207 localidades. Las principales y el número de habitantes en 2010 son las siguientes:
| Localidad               | Población |
| ----------------------- | --------- |
| Total Municipio         | 25,325    |
| Ahuacatlán de Guadalupe | 1,714     |
| Pinal de Amoles         | 20,525    |
| Sauz de Guadalupe       | 566       |

Cuatro Palos es una comunidad del municipio de Pinal de Amoles la cual cuenta con un mirador que permite apreciar la Serranía Queretana desde los alto de las montañas. El Mirador Cuatro Palos cuenta con pequeñas bancas desde donde se puede descansar y disfrutar de la vista que ofrece este atractivo turístico. 

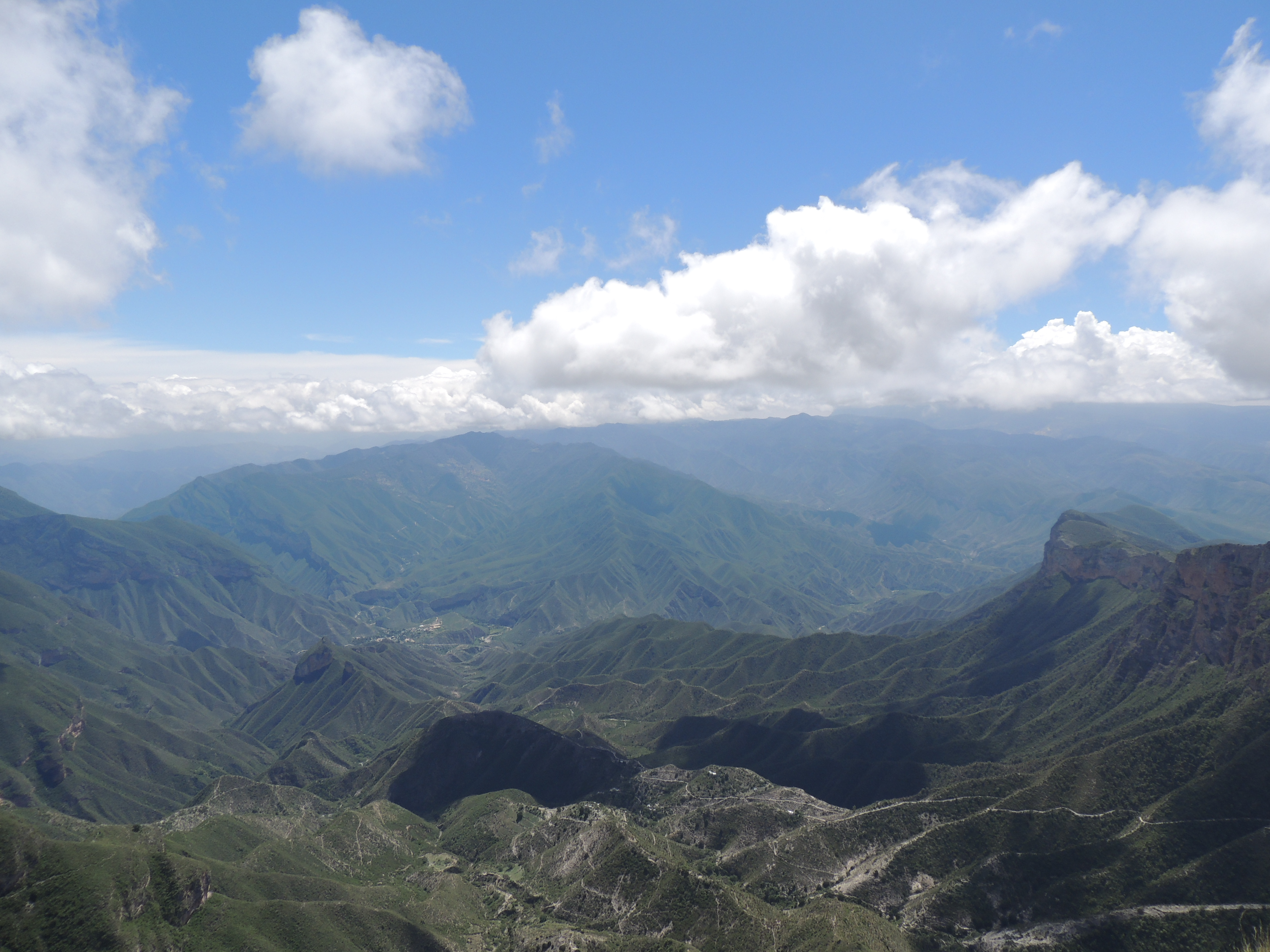
Vista panorámica de la Sierra Gorda de Querétaro, Cuatro Palos, Pinal de Amoles, Querétaro, México

En Cuatro Palos se encuentra el emblemático mirador desde el cual se puede observar la Sierra Gorda con una vista panorámica. Desde el punto más alto del mirador se pueden observar pequeñas poblaciones como Bucarelli y Carricillo de Media Luna; lugares conocidos por ser destinos de ecoturismo donde se encuentran sistemas de tirolesa, senderos para realizar caminata de montaña y rutas de bicicleta de montaña.

## Historia

### Etimología
El término Pinal es de origen español, y significa "bosque de pinos"; el término Amoles proviene del náhuatl amolli, el nombre de una raíz de la comarca que se utiliza como detergente.

### Primeros habitantes
Se da por cierto que los primeros pobladores fueron recolectores y cazadores, y se presume que su llegada se remonta al año 6000 a. C. Posteriormente se asentaron en este lugar tribus chichimecas, pames y jonaces, acerca de las cuales quedó constancia en los innumerables cuesillos ubicados en el Cuervo, Puerto de Vigas, El Rodezno, Tonatico, Quirambal o Mesa de San Juan, San Pedro Escanela y el Cantón.

### Siglos XVII, XVIII y XIX

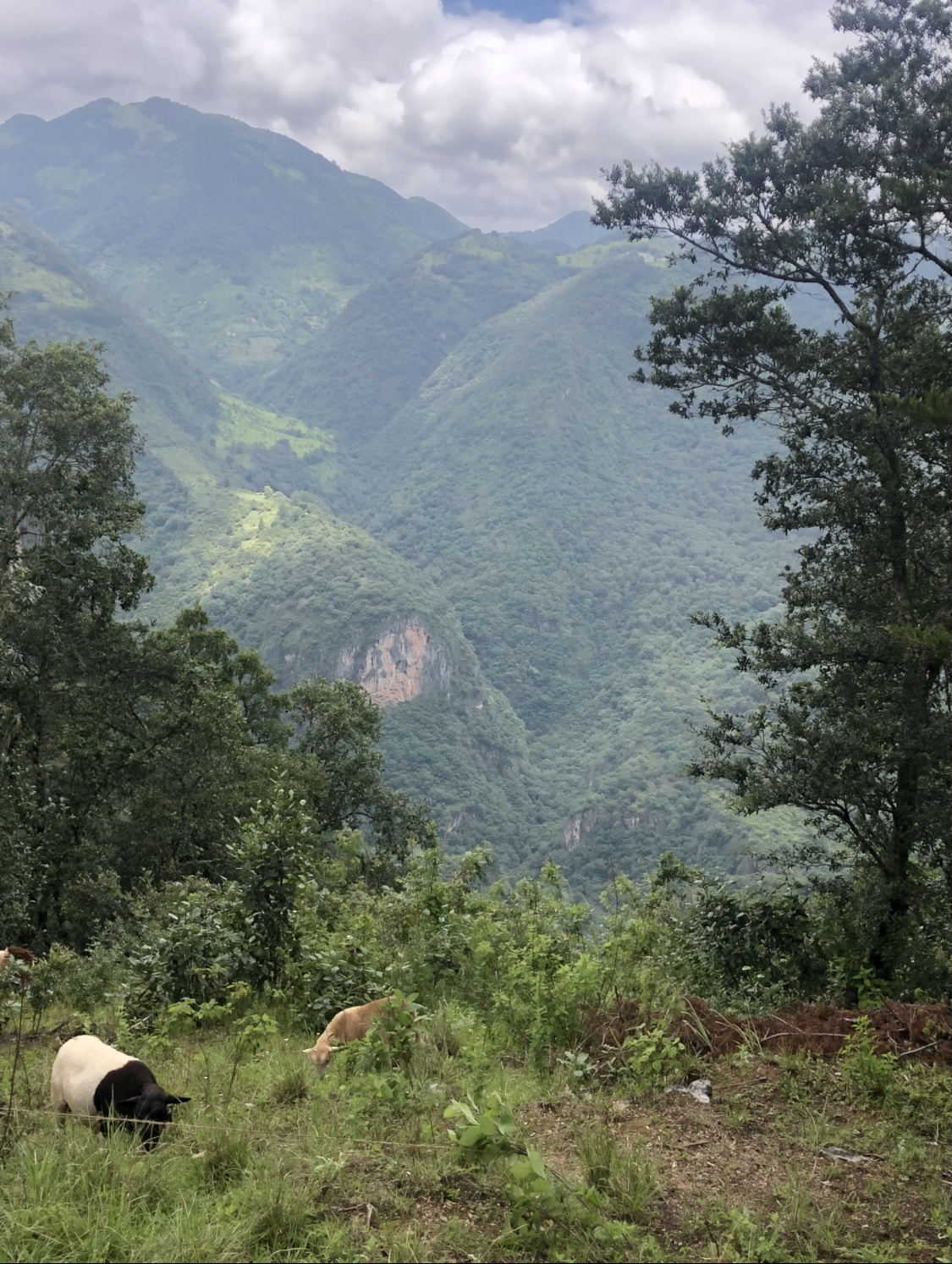
Cerro en Pinal del Monte

Pinal de Amoles tuvo su origen con el descubrimiento del mineral y minas de San José el 19 de marzo de 1606. En 1609, se le dio el nombre de Real de San José. En 1730, se le dio el nombre de Hacienda de San José Escanela, y a partir del año de 1750 se le llamó Real de San José del Pinal. Durante 1770 se unieron dos pueblos vecinos, uno llamado Real de San José del Pinal y el otro Puesto de los Amoles; quedó entonces el nombre de Real de San José del Pinal de los Amoles, que perduró hasta 1894. Finalmente, el 30 de diciembre del mismo año se denominó Pinal de Amoles.

### sigloXX
El municipio ha sufrido a lo largo de la historia varias modificaciones en cuanto a su integración y categoría política. Desde mediados del siglo XIX se constituyó como tal; sin embargo, en 1916 perdió su carácter de municipio y quedó integrado al municipio de Jalpan de Serra. Finalmente, por la Ley n.º 86 del 31 de diciembre de 1931, promovida por el gobernador Saturnino Osornio, recuperó su rango municipal, con el nombre de Municipio de Amoles, que conservó hasta el 23 de abril de 1974, cuando recibió el nombre de Municipio de Pinal de Amoles, como hasta el día de hoy.

### Ayuntamiento
El gobierno del municipio le corresponde al ayuntamiento, integrado por el presidente municipal y el cabildo, formado por nueve regidores, seis electos por mayoría y tres por el principio de representación proporcional, todos electos mediante voto universal, directo y secreto para un periodo de tres años no renovables para el periodo siguiente, pero sí de forma no consecutiva, y entran a ejercer su cargo el día 1 de octubre del año de su elección.

### Subdivisión administrativa
Para su régimen interior, el municipio se divide en cinco delegaciones, que son Escanelilla, Santa Águeda, Ahuacatlán de Guadalupe, Bucareli y San Pedro Escanelas. Su elección se realiza mediante una auscultación a la población de la que surgen tres candidatos propuestos, realizándose posteriormente una elección directa entre estos tres candidatos y siendo el triunfador ratificado por el Ayuntamiento.

### Representación legislativa
Para la elección de los Diputados locales al Congreso de Querétaro y de los Diputados federales a la Cámara de Diputados, Pinal de Amoles se encuentra integrado en los siguientes distritos electorales:
Local:
- XV Distrito Electoral Local de Querétaro.

Federal:
- Distrito electoral federal 1 de Querétaro con cabecera en la ciudad de Cadereyta.[17]

### Presidentes municipales
- ( 1991-1994): Profr. Arturo Flores Arellano
- (1994-1997): Francisco Olvera MarínFoto de la iglesia de San Jose de Pinal de Amoles

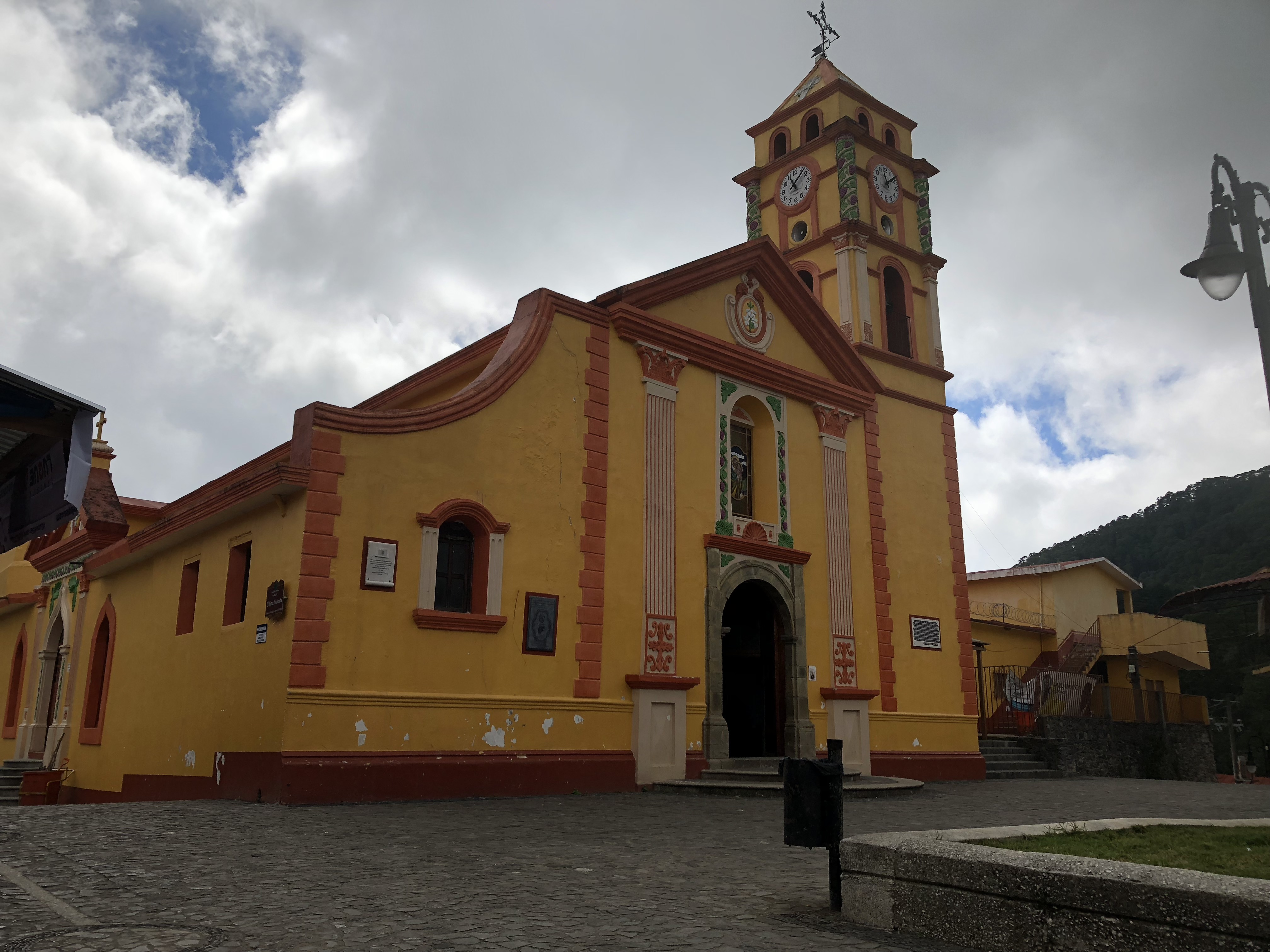
Foto de la iglesia de San Jose de Pinal de Amoles

- (1997-2000): José Guadalupe Orduña Rivera
- (2000-2003): David Herrera Sánchez
- (2003-2006): Isidro Garay Pacheco
- (2006-2009): Gustavo Bueno Vega PAN
- (2009- 2012): Jorge Enrique Reséndiz Martínez PAN
- (2012-2015): Cesar Arcega
- (2015-2018): Gloria Rendon PAN
- (2018-2021): Isidro Garay Pacheco
- (2021-2024): María Guadalupe Ramírez Plaza PAN

## Turismo

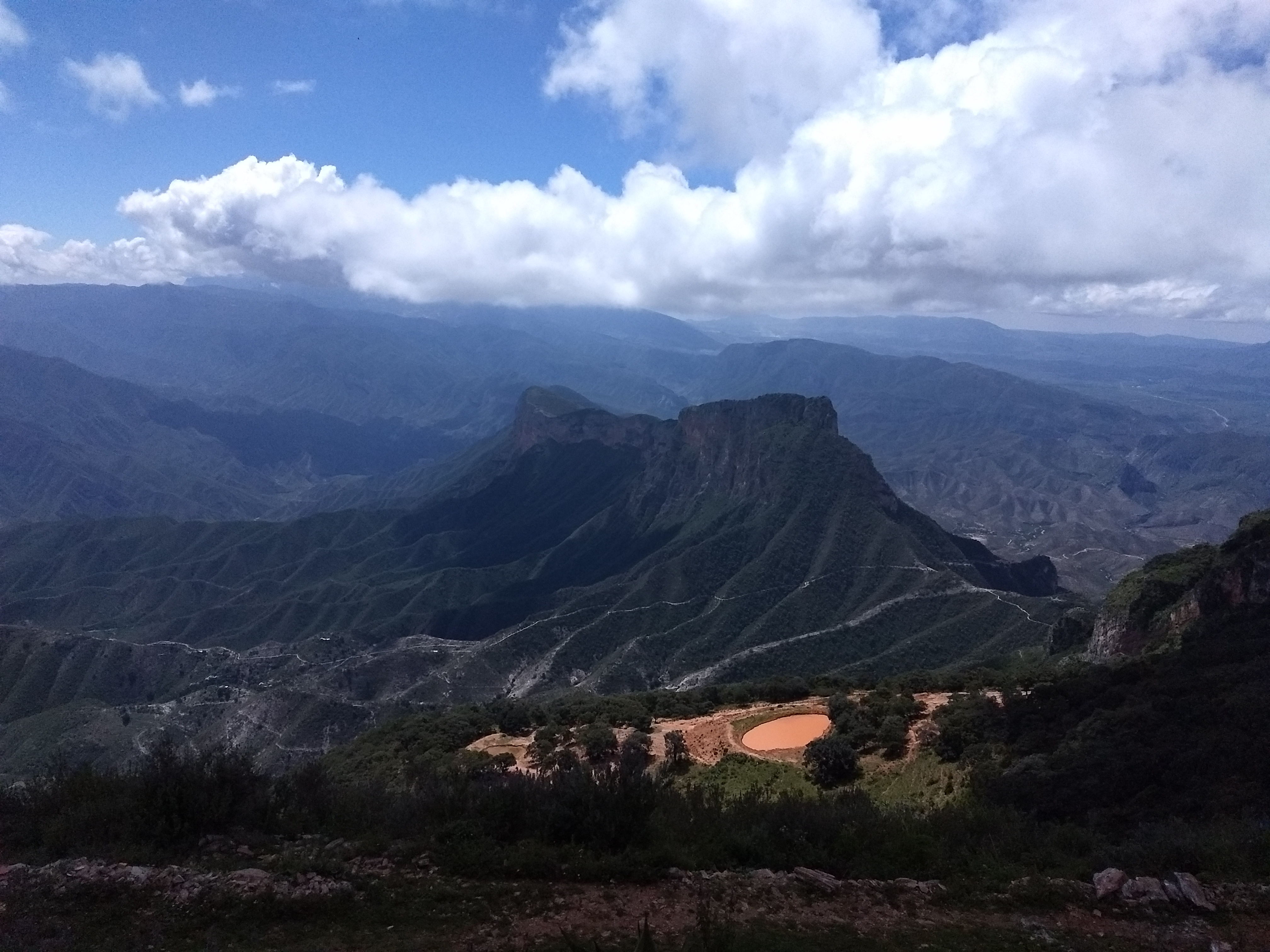
Vista de las montañas en el Mirador Cuatro Palos, Querétaro, México

Pinal de Amoles es el municipio en donde termina el semidesierto queretano y comienza la Sierra Gorda, debido a esto es ideal como punto de partida para recorrer y conocer la sierra. 
A diferencia de otros municipios queretanos, tales como la capital, Pinal de Amoles cuenta con un clima frío durante casi todo el año. Esto le brinda un ambiente diferente y mágico al pueblo que durante invierno es testigo de un fenómeno conocido como mar de niebla, es decir, cuando la niebla está más debajo de lo normal de tal forma que cubre los techos coloridos de las casas del pueblo. 
Pinal de Amoles es un pueblo pequeño con  balcones, calles pequeñas y una plaza en las que se puede apreciar la vida tranquila de provincia. Al visitar el pueblo y sus edificios antiguos se conocerá más acerca del pasado minero del municipio.  Pero sin duda, lo más característico de Pinal son sus atractivos naturales que destacan por su gran belleza. 
En Pinal de Amoles, así como en San Joaquín, se realiza un Concurso Nacional de Huapango en donde participan parejas infantiles, juveniles y adultas y se califican los diferentes estilos de huapango huasteco: el hidalguense, el poblano, el potosino, el queretano, el tamaulipeco y el veracruzano.

En la gastronomía de Pinal de Amoles se pueden encontrar platillos con cecina, tamales, gorditas, pan de pulque, y barbacoa. Las bebidas que preparan son licores de frutas, atole de teja, pulques curados y aguamiel.  Así mismo, realizan distintos tipos de dulces de leche y de frutas. 

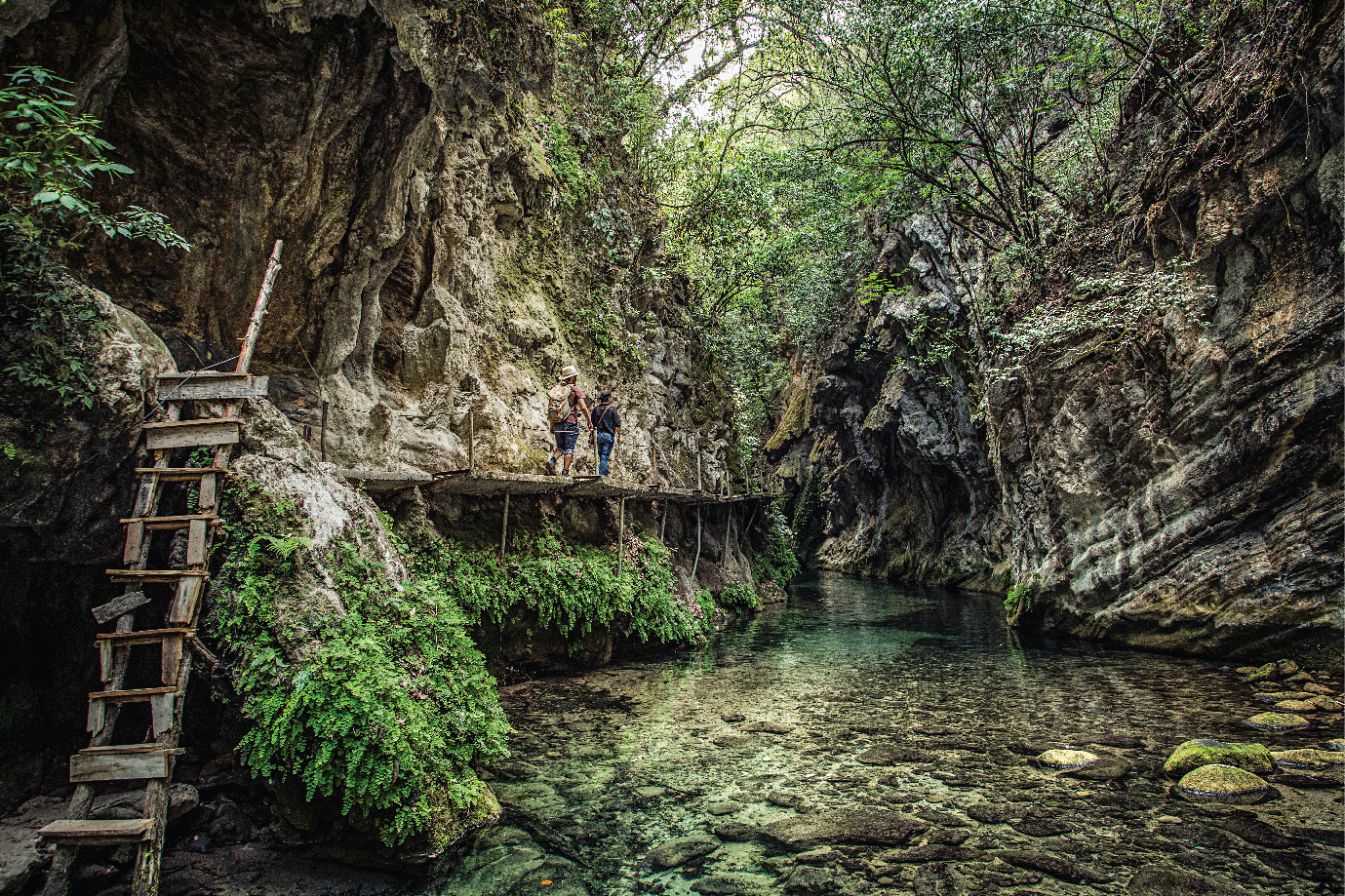
Camino a Puente de Dios y Cañón de la Angostura

- Mirador de Cuatro Palos. Desde el mirador se puede observar la transición de ecosistemas donde el semidesierto da paso a los bosques de encino. Desde este punto se puede apreciar una increíble vista del Cerro de la Media Luna. También se puede observar a lo lejos el ex convento de Bucareli y la Peña de Bernal. En sus alrededores puede practicarse senderismo, campismo y observación de flora y fauna.Puente de Dios

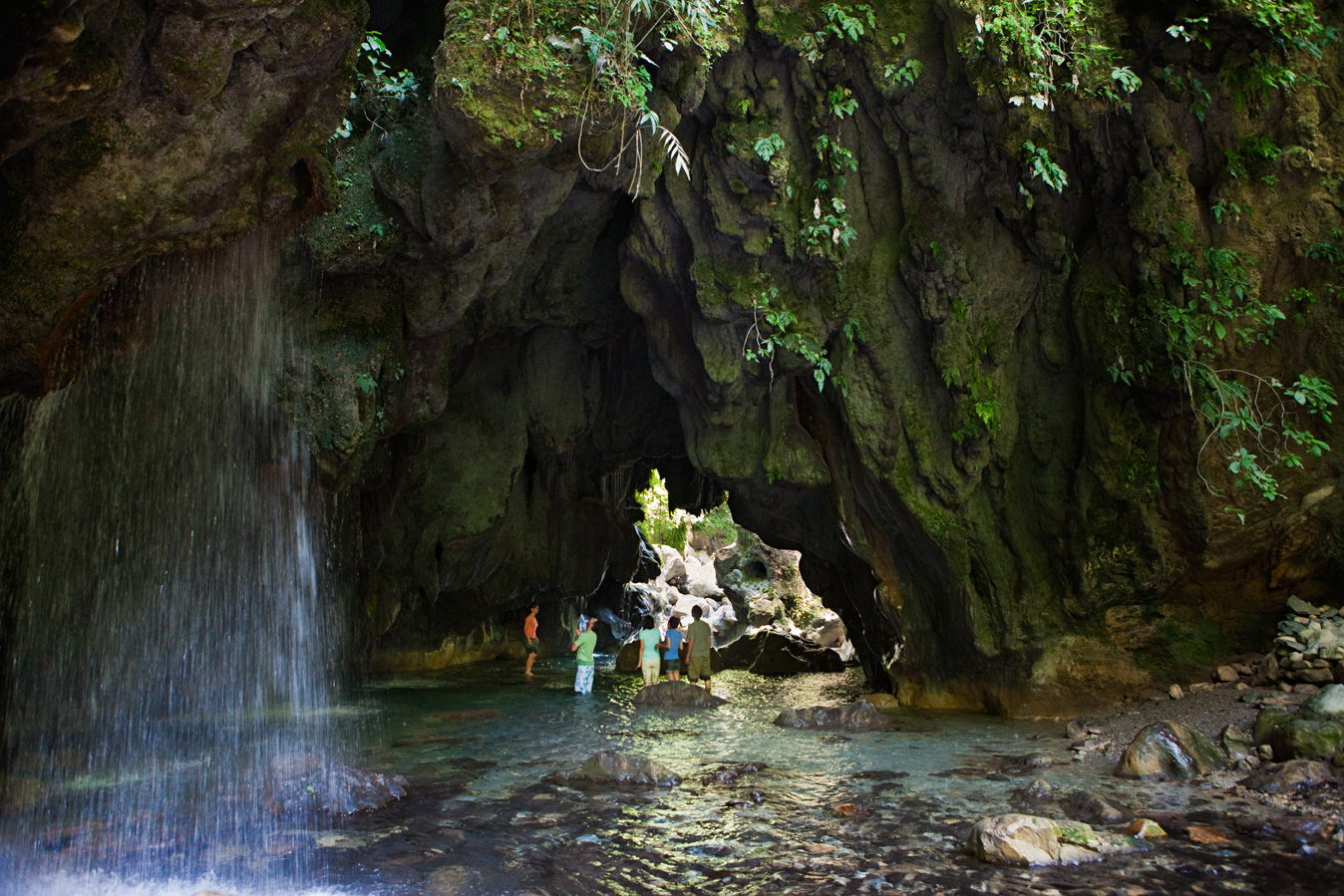
Puente de Dios

- Puerta del Cielo. Se le conoce con ese nombre pues es el punto más alto de las carreteras queretanas. Desde aquí se pueden contemplar las nubes y los cerros.

- Cascada El Salto. Está ubicada en una zona con vegetación de helechos, musgo y árboles de álamo.  Tiene una caída de 35 metros y termina en una poza de más de 15 metros de diámetro.

- Puente de Dios/ Cañón de la Angostura. Son el resultado del paso del Río Escanela. En el Cañón de la Angostura el agua se represa de manera natural mientras que en el Puente de Dios se pueden admirar cascadas que caen desde el techo de la cueva de más de 30 metros de largo.

- Cascada El Chuveje. Rodeada por sauces y diferentes plantas se encuentra esta caída de agua de aproximadamente 35 metros de altura la cual desemboca en una poza de 30 metros de diámetro y 1 de profundidad. El agua recorre un arroyo que desemboca en el Río Escanela.

- Cañon el Infiernillo. También conocido como cañón del Sauz de Guadalupe pues está ubicado a tan solo 15 kilómetros de la comunidad de Ahuacatlán de Guadalupe. Es un cuerpo de agua rodeado de vegetación en donde descansan las guacamayas.

- Ex Convento Bucareli. Fue fundado por frailes franciscanos provenientes de Michoacán; su construcción inició en 1896. En su interior se encuentra una capilla, un camarín o sacristía que fueron construidos posteriormente por Fray Mariano Aguilera, franciscano de Querétaro, y tres cuartos más que fueron lo que actualmente es el Ex convento de Bucareli. Además, cuenta con un espacio museográfico en donde se habla sobre el patrimonio histórico y cultural de Bucareli.

- Campamentos. En Pinal de Amoles existen diversos campamentos en donde se puede descansar mientras se tiene contacto con la naturaleza.  Ofrecen tranquilidad, comodidad y experiencias en lo mejor de la Sierra Gorda.

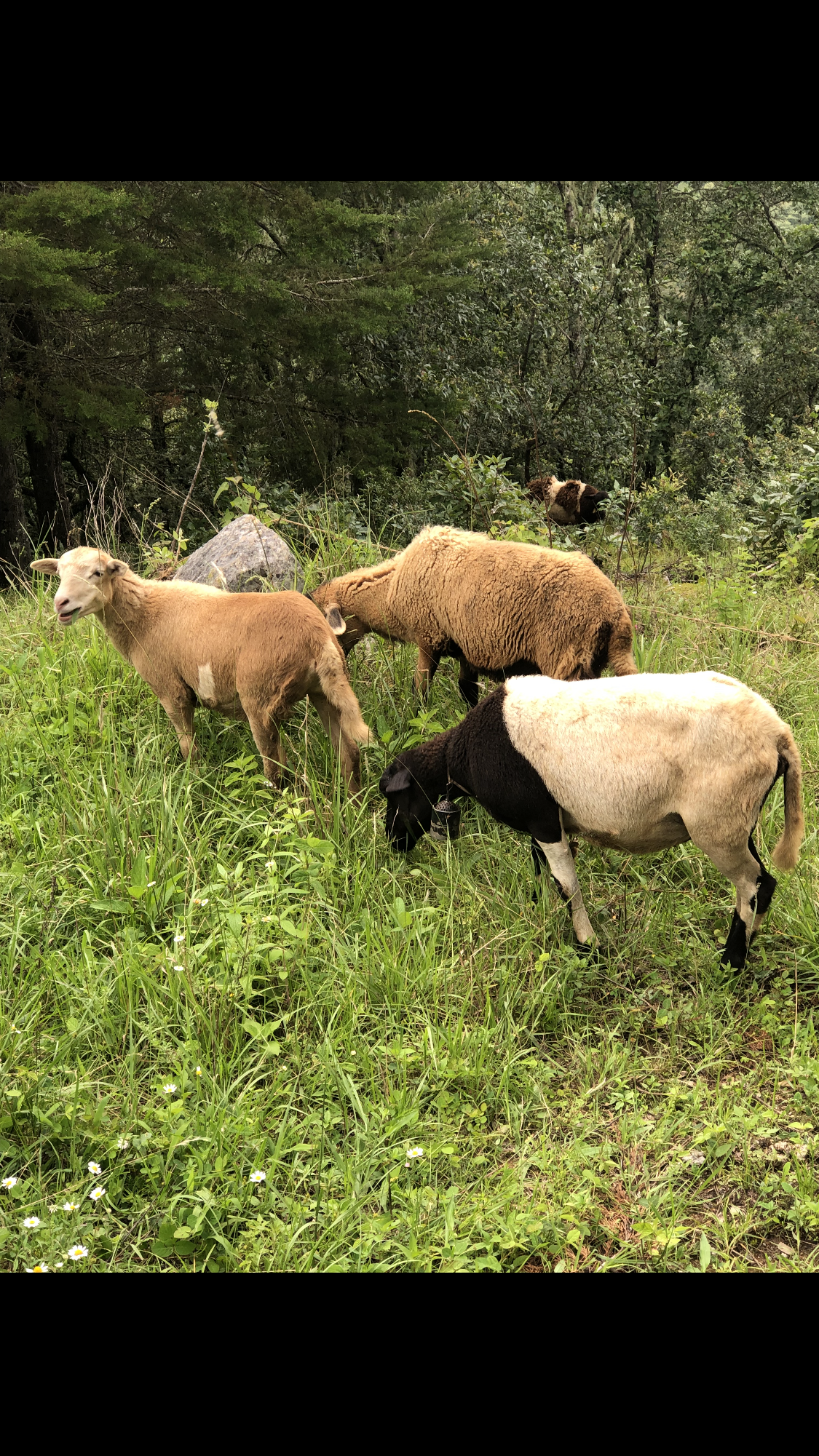
Fauna en Pinal

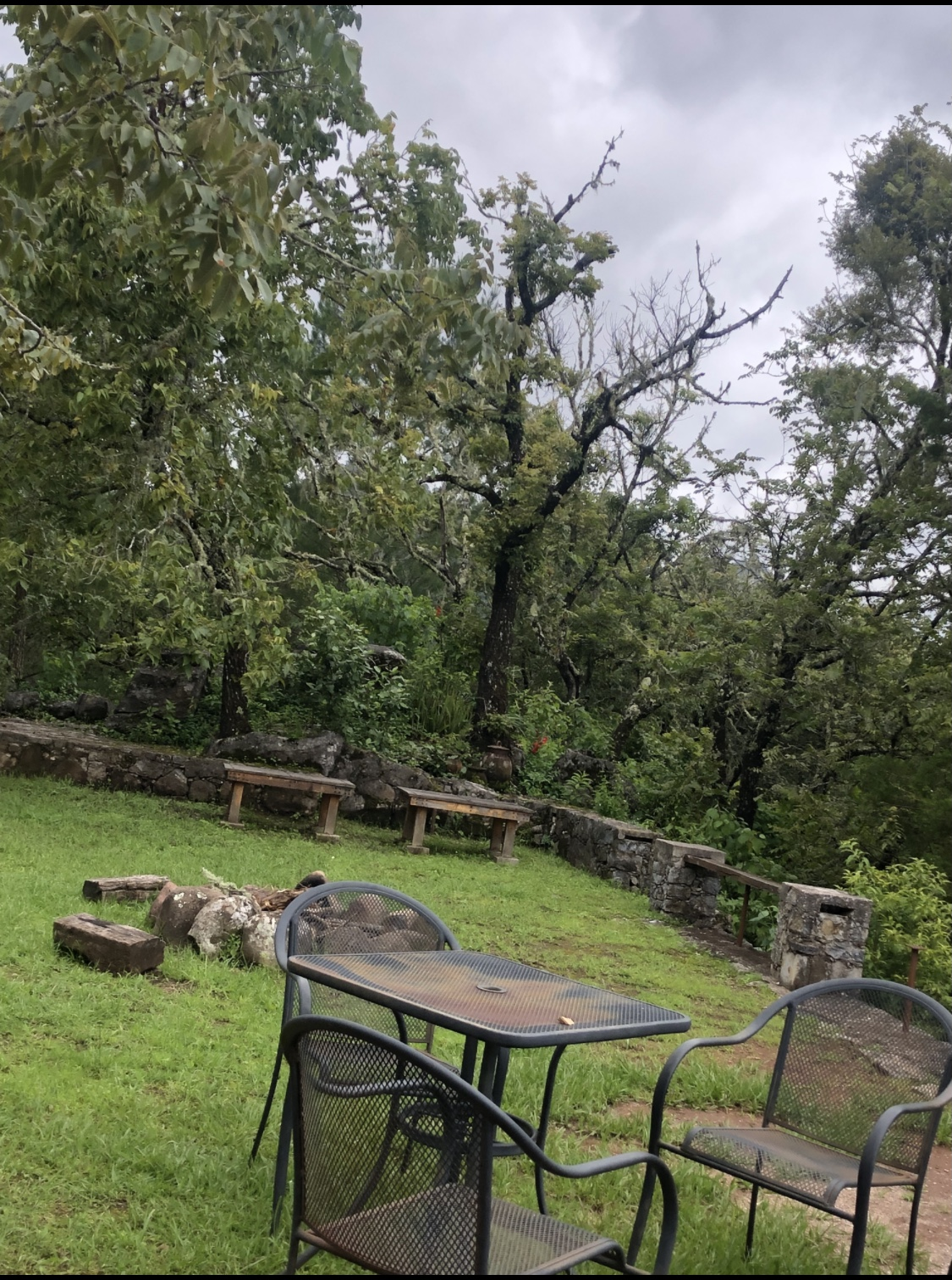
Zona de fogatas

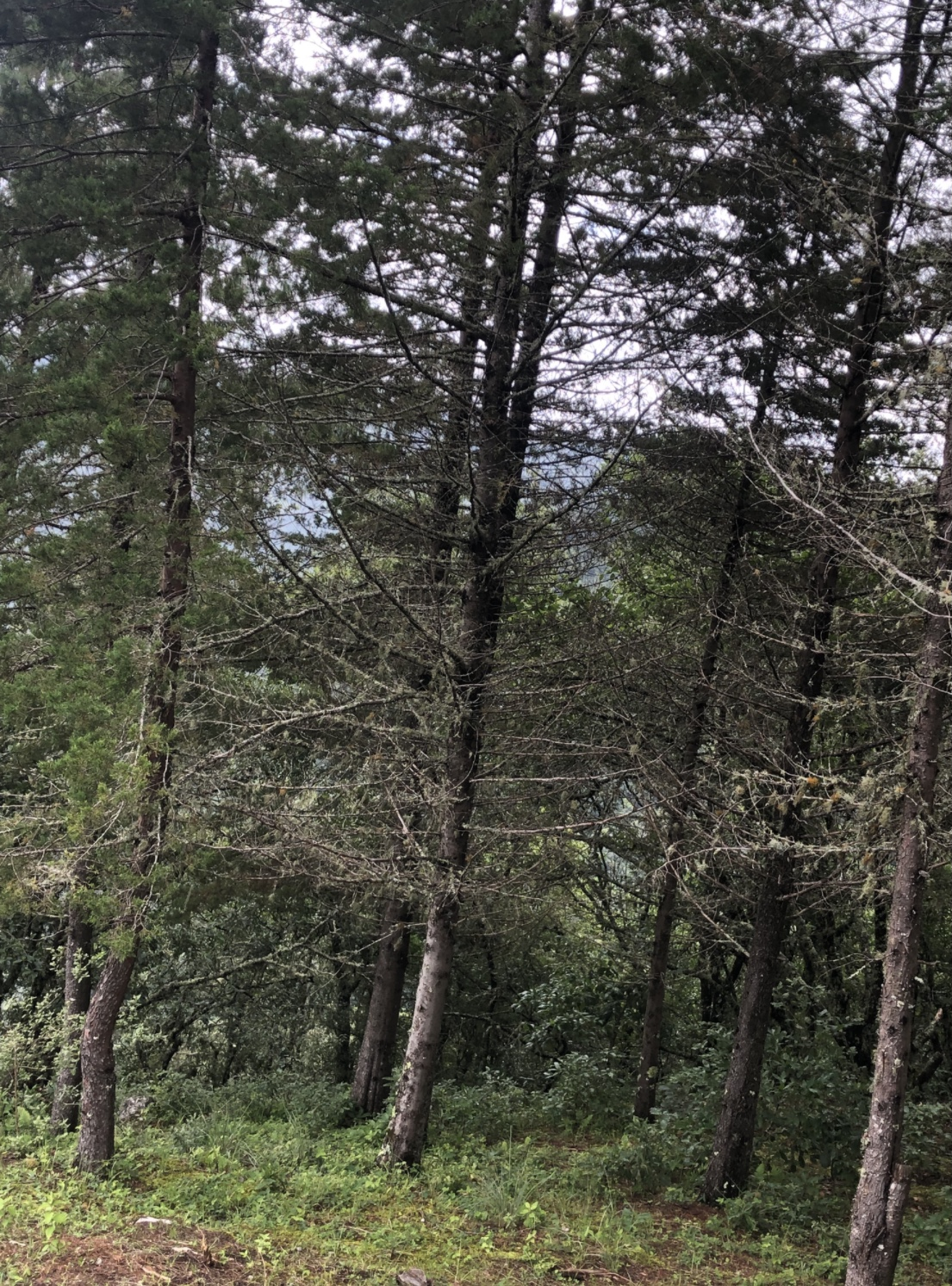
Bosque en Pinal de Amoles